# Ru (kana)
る în hiragana sau ル în katakana, (romanizat ca ru) este un kana în limba japoneză care reprezintă o moră. Caracterul hiragana este scris cu o singură linie, iar caracterul katakana cu două linii. Kana る și ル reprezintă sunetul pronunție în japoneză [ɽu͍] ⓘ.
Caracterul る provine de caracterul kanji 留, iar ル provine de 流.

## Folosire în limba ainu
În limba ainu, katakana minuscul ㇽ reprezintă sunetul r final după sunetul a  (ウㇽ = ur).

## Forme
| Forme                                   | Rōmaji | Hiragana        | Katakana        | Cuvinte exemplare         |
| --------------------------------------- | ------ | --------------- | --------------- | ------------------------- |
| Fără semne diacritice: r- (ら行 ra-gyō) | Ru     | る              | ル              | Rwanda (ルワンダ Ruwanda) |
| Fără semne diacritice: r- (ら行 ra-gyō) | ruu rū | るう, るぅ るー | ルウ, ルゥ ルー |                           |

## Ordinea corectă de scriere
|                                      |
| Ordinea corectă de scriere pentru る |

|                                      |
| Ordinea corectă de scriere pentru ル |

## Alte metode de scriere
- Braille:

| ・・ －・ －－ |

- Codul Morse: －・－－・